# Arezki, l'insoumis
Arezki, l'insoumis est un film algérien écrit, interprété et réalisé par Djamel Bendeddouche, réalisé en 2007 sorti en 2008. Ce film retrace les exploits du bandit d'honneur Arezki El Bachir qui écuma la Kabylie entre 1874 et 1894.

## Synopsis
Kabylie, 1895. La jeune journaliste Albertine Auclair, arrive dans la région à l'occasion d'une visite familiale. Le pittoresque de la région la séduit mais elle ne tarde pas à apprendre, notamment par l'entremise de Mademoiselle Faure, une institutrice établie là depuis longtemps, que la situation dans laquelle se trouvent les autochtones est loin d'être rose. Elle entend parler notamment d'Arezki El Bachir, qui a récemment été condamné à mort par la justice coloniale. Bûcheron devenu chef d'une insurrection qui aura duré deux décennies, la figure de ce Robin des Bois moderne (il vole les riches colons et les caïds à leur botte et redistribue l'argent aux miséreux). La jeune femme aux idées libérales décide d'en savoir plus sur cet homme hors normes.

## Fiche technique
- Titre français : Arezki, l'insoumis
- Titre alternatif : Arezki, l'indigène
- Réalisation, scénario et dialogues: Djamel Bendeddouche
- Photographie : David Chambille
- Montage : Nicolas Desmaison
- Décors et traduction du français en kabyle : Boualem Rabia
- Son : François Meynot / Montage son : Clément Chapat
- Distribution en France : Les Films des Deux Rives
- Scripte-girl et première assistante :Alexandra Hormière
- Pays d'origine : Algérie
- Format : couleur - 35 mm
- Langue : Kabyle - Français
- Genre : Drame
- Durée : 91 minutes
- Date de sortie : Janvier 2008 (au Festival du Film amarzigh de Sétif

## Distribution
- Salem AIT ALI BELKACEM : Arezki El Bachir
- Céline Mauge : Albertine Auclair
- Dahmane Aidrous
- Mohamed Chaabane
- Sonia Medjber
- Brigitte Aubry : Mademoiselle Faure, l'institutrice
- Fatima Zohra Bagdadi
- Djamel Bendeddouche : le colon libéral

## Autour du film
- Ce film a été tourné en 2007 à Yakouren, Alger et Sidi Bel Abbès pendant neuf semaines